# Yllenus bajan
Yllenus bajan là một loài nhện trong họ Salticidae.
Loài này thuộc chi Yllenus. Yllenus bajan được Jerzy Prószyński miêu tả năm 1968.